# Finale de la Coupe Stanley 1917
Année précédente Année suivante
La finale de la Coupe Stanley 1917 fait suite aux saisons 1916-1917 de l'Association nationale de hockey et de l'Association de hockey de la Côte du Pacifique (souvent désignées par les sigles ANH et PCHA). La finale est en réalité une série de rencontres entre les champions de l'ANH, les Canadiens de Montréal, à ceux de la PCHA, les Metropolitans de Seattle. Les Metropolitans de Seattle remportent la Coupe en s'imposant sur le score de 23 buts à 11.

## Contexte
En Amérique du Nord et depuis 1893, la Coupe Stanley est décernée au « club de hockey champion du Dominion » au terme de défis qui peuvent être lancés par n'importe quelle équipe. En 1914, une équipe de la PCHA défie de manière non officielle les Blueshirts de Toronto champions de l'Association nationale de hockey. Il en résulte alors un accord entre les deux ligues selon lequel les champions des deux ligues s'affronteraient pour l'obtention de la Coupe Stanley.

### Classement de l'ANH
La direction de l'ANH adopte une nouvelle formule avec deux demi-saisons et les vainqueurs de chaque moitié de saison s'affrontant pour le titre de champion de l'ANH. Les Canadiens de Montréal terminent en tête de la première partie du championnat mais à la suite des départs du 228e bataillon de Toronto et de l'exclusion des Blueshirts de Toronto quatre équipes seulement jouent la seconde partie du championnat avec la première place pour les Sénateurs d'Ottawa.
Deux matchs sont joués entre Canadiens et Sénateurs pour déterminer le champion de l'ANH et cet honneur revient aux joueurs de Montréal qui s'imposent sur le score de 7 buts à 6.
| Clt   | Équipe                    | PJ | V | D | BP | BC | Pts |
| ----- | ------------------------- | -- | - | - | -- | -- | --- |
| +001, | Canadiens de Montréal     | 10 | 7 | 3 | 58 | 38 | 14  |
| +002, | Club de hockey d'Ottawa   | 10 | 7 | 3 | 56 | 41 | 14  |
| +003, | 228e bataillon d'Ottawa   | 10 | 6 | 4 | 70 | 57 | 12  |
| +004, | Club de hockey de Toronto | 10 | 5 | 5 | 50 | 45 | 10  |
| +005, | Wanderers de Montréal     | 10 | 3 | 7 | 56 | 72 | 6   |
| +006, | Bulldogs de Québec        | 10 | 2 | 8 | 43 | 80 | 4   |

| Clt   | Équipe                  | PJ | V | D | BP | BC | Pts |
| ----- | ----------------------- | -- | - | - | -- | -- | --- |
| +001, | Club de hockey d'Ottawa | 10 | 8 | 2 | 63 | 22 | 16  |
| +002, | Bulldogs de Québec      | 10 | 8 | 2 | 54 | 46 | 16  |
| +003, | Canadiens de Montréal   | 10 | 3 | 7 | 31 | 42 | 6   |
| +004, | Wanderers de Montréal   | 10 | 2 | 8 | 38 | 65 | 4   |

- Qualifié pour les séries éliminatoires

### Classement de la PCHA
Les Metropolitans de Seattle finissent la saison en tête du classement alors qu'ils occupent cette première place depuis le 30 décembre et une victoire 7-4 sur les Millionnaires de Vancouver ; ils comptent à la fin du calendrier seize victoires pour huit défaites.
| Clt   | Équipe                     | PJ | V  | D  | N | BP  | BC  |
| ----- | -------------------------- | -- | -- | -- | - | --- | --- |
| +001, | Metropolitans de Seattle   | 24 | 16 | 8  | 0 | 125 | 80  |
| +002, | Millionnaires de Vancouver | 23 | 14 | 9  | 0 | 71  | 124 |
| +003, | Rosebuds de Portland       | 24 | 9  | 15 | 0 | 114 | 112 |
| +004, | Canaries de Spokane        | 23 | 8  | 15 | 0 | 89  | 112 |

## Finale de la Coupe Stanley

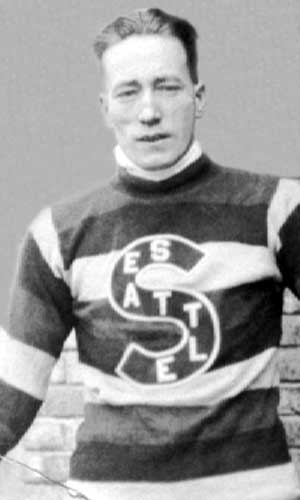
Bernie Morris meilleur buteur de la finale avec 14 buts pour Seattle.

En raison de divergences de règlements entre les deux ligues, un système d'alternance est mis en place pour la série qui se joue au meilleur des cinq matchs. Les parties sont jouées une fois avec les règles de l'ANH et une autre fois avec celles de la PCHA. La différente principale entre les deux règlements réside dans le nombre de joueurs, six pour l'ANH alors que la PCHA compte en plus le poste de rover.
Le premier match de la série est joué avec sept joueurs en même temps sur la glace pour chaque équipe, selon le règlement en vigueur dans la PCHA, alors que la série se joue au meilleur des cinq matchs ; les Canadiens l'emportent huit buts à quatre grâce à quatre buts de Didier Pitre pour Montréal. Les Metropolitans réagissent lors des deux matchs suivant en remportant les deux rencontres 6-1 et 4-1. Le quatrième match se joue le 26 mars devant une foule compacte et les joueurs locaux de Seattle remportent cette nouvelle confrontation 9-1 et deviennent ainsi la première équipe basée aux États-Unis à remporter la Coupe Stanley. Au total, le score est de vingt-trois à onze, avec quatorze des buts des vainqueurs inscrits par Bernie Morris – dont six au cours du quatrième match. Les joueurs de Seattle touchent alors une prime de 180 dollars chacun pour leur victoire.

### Effectif champion
L'effectif sacré champion est le suivant :
- Gardien de but : Harry « Hap » Holmes
- Défenseurs : Robert « Bobby » Rowe (capitaine), Roy Rickey et Eddie Carpenter
- Centre : Bernie Morris
- Rover : Jack Walker
- Ailiers : Frank Foyston, James « Jim » Riley et Carol « Cully » Wilson
- Président et entraîneur : Pete Muldoon

### Effectif finaliste
L'effectif des Canadiens est le suivant :
- Gardien de but : Georges Vézina
- Défenseurs : Bert Corbeau, Jean-Baptiste « Jack » Laviolette, Harry Mummery, Billy Coutu
- Centres : Tommy Smith, Édouard « Newsy » Lalonde (capitaine), Reg Noble et Steve Malone
- Ailiers : Louis Berlinguette et Didier Pitre
- Entraîneur : Édouard Lalonde
- Président : George Kendall

### Résultats des matchs
| 17 mars | Canadiens de Montréal | 8-4 (3-1, 2-0, 3-3) | Metropolitans de Seattle | Seattle Ice Arena |

| Feuille de match | Feuille de match | Feuille de match                                | Feuille de match                                                                                       | Feuille de match                    |
| ---------------- | --- | ----------------------------------------------- | --- | ----------------------------------- |
|                  | D. Pitre — 2 min 22 s - J. Laviolette — 6 min 50 s D. Pitre — 14 min 37 s B. Corbeau — 24 min 55 s É. Lalonde — 38 min 17 s - D. Pitre — 50 min 1 s - D. Pitre — 53 min 40 s B. Corbeau — 57 min 24 s | 1-0 1-1 2-1 3-1 4-1 5-1 5-2 5-3 6-3 6-4 7-4 8-4 | - B. Morris — 6 min 28 s - B. Morris — 41 min 5 s F. Foyston — 44 min 50 s - B. Morris — 52 min 16 s - | Arbitrage : Fred Ions George Irvine |
| Georges Vézina   | Gardiens | Hap Holmes                                      | | Arbitrage : Fred Ions George Irvine |
|                  | |                                                 | | Arbitrage : Fred Ions George Irvine |
|                  | |                                                 | | Arbitrage : Fred Ions George Irvine |

| 20 mars | Canadiens de Montréal | 1-6 (2-0, 2-0, 2-1) | Metropolitans de Seattle | Seattle Ice Arena |

| Feuille de match | Feuille de match         | Feuille de match            | Feuille de match | Feuille de match                    |
| ---------------- | ------------------------ | --------------------------- | --- | ----------------------------------- |
|                  | - T. Smith — 57 min 50 s | 1-0 2-0 3-0 4-0 5-0 6-0 6-1 | B. Morris — 9 min 44 s C. Wilson — 11 min 27 s B. Morris — 25 min 35 s F. Foyston — 29 min 20 s F. Foyston — 49 min 20 s F. Foyston — 50 min 50 s - | Arbitrage : Fred Ions George Irvine |
| Georges Vézina   | Gardiens                 | Hap Holmes                  | | Arbitrage : Fred Ions George Irvine |
|                  |                          |                             | | Arbitrage : Fred Ions George Irvine |
|                  |                          |                             | | Arbitrage : Fred Ions George Irvine |

| 23 mars | Canadiens de Montréal | 1-4 (0-1, 0-0, 1-3) | Metropolitans de Seattle | Seattle Ice Arena |

| Feuille de match | Feuille de match         | Feuille de match    | Feuille de match                                                                                  | Feuille de match                    |
| ---------------- | ------------------------ | ------------------- | ------------------------------------------------------------------------------------------------- | ----------------------------------- |
|                  | - T. Smith — 57 min 32 s | 0-1 0-2 0-3 0-4 1-4 | B. Morris — 10 min 27 s F. Foyston — 45 min 29 s B. Morris — 47 min 9 s B. Morris — 49 min 44 s - | Arbitrage : Fred Ions George Irvine |
| Georges Vézina   | Gardiens                 | Hap Holmes          |                                                                                                   | Arbitrage : Fred Ions George Irvine |
|                  |                          |                     |                                                                                                   | Arbitrage : Fred Ions George Irvine |
|                  |                          |                     |                                                                                                   | Arbitrage : Fred Ions George Irvine |

| 26 mars | Canadiens de Montréal | 1-9 (0-1, 0-3, 1-5) | Metropolitans de Seattle | Seattle Ice Arena |

| Feuille de match | Feuille de match           | Feuille de match                        | Feuille de match | Feuille de match                    |
| ---------------- | -------------------------- | --------------------------------------- | --- | ----------------------------------- |
|                  | - D. Pitre — 46 min 23 s - | 0-1 0-2 0-3 0-4 0-5 0-6 0-7 1-7 1-8 1-9 | B. Morris — 1 min 56 s B. Morris — 27 min 55 s F. Foyston — 30 min 7 s B. Morris — 39 min 45 s B. Morris — 41 min 20 s B. Morris — 44 min 50 s F. Foyston — 45 min 8 s - J. Walker — 48 min 36 s B. Morris — 51 min 23 s | Arbitrage : Fred Ions George Irvine |
| Georges Vézina   | Gardiens                   | Hap Holmes                              | | Arbitrage : Fred Ions George Irvine |
|                  |                            |                                         | | Arbitrage : Fred Ions George Irvine |
|                  |                            |                                         | | Arbitrage : Fred Ions George Irvine |